# 尼古拉·羅密歐
尼古拉·羅密歐（義大利語：Nicola Romeo，1876年4月28日—1938年8月15日）意大利工程師、商人，以創立愛快·羅密歐汽車品牌所為人熟識。他亦曾經是意大利王國的參議員。

## 事業生涯
尼古拉於1899年在那不勒斯理工學院（今拿坡里腓特烈二世大學）工程系畢業，及後短暫出國打工，並於比利時列日取得第二學位（電子工程）。他在1911年回國建立Ing. Nicola Romeo e Co公司，主要製造採礦的機器及裝備。他的生意做得不錯，於1915年併購紮根於米蘭的A.L.F.A.汽車公司（Anonima Lombarda Fabbrica Automobili）。1921年首輛愛快·羅密歐品牌的汽車面世。1927年，一連串的投資失誤令公司幾近破產，為此他被公司的董事會要求落台。雖然繼任的CEO極歷要求他擔任主席職務，但都被他拒絕了。

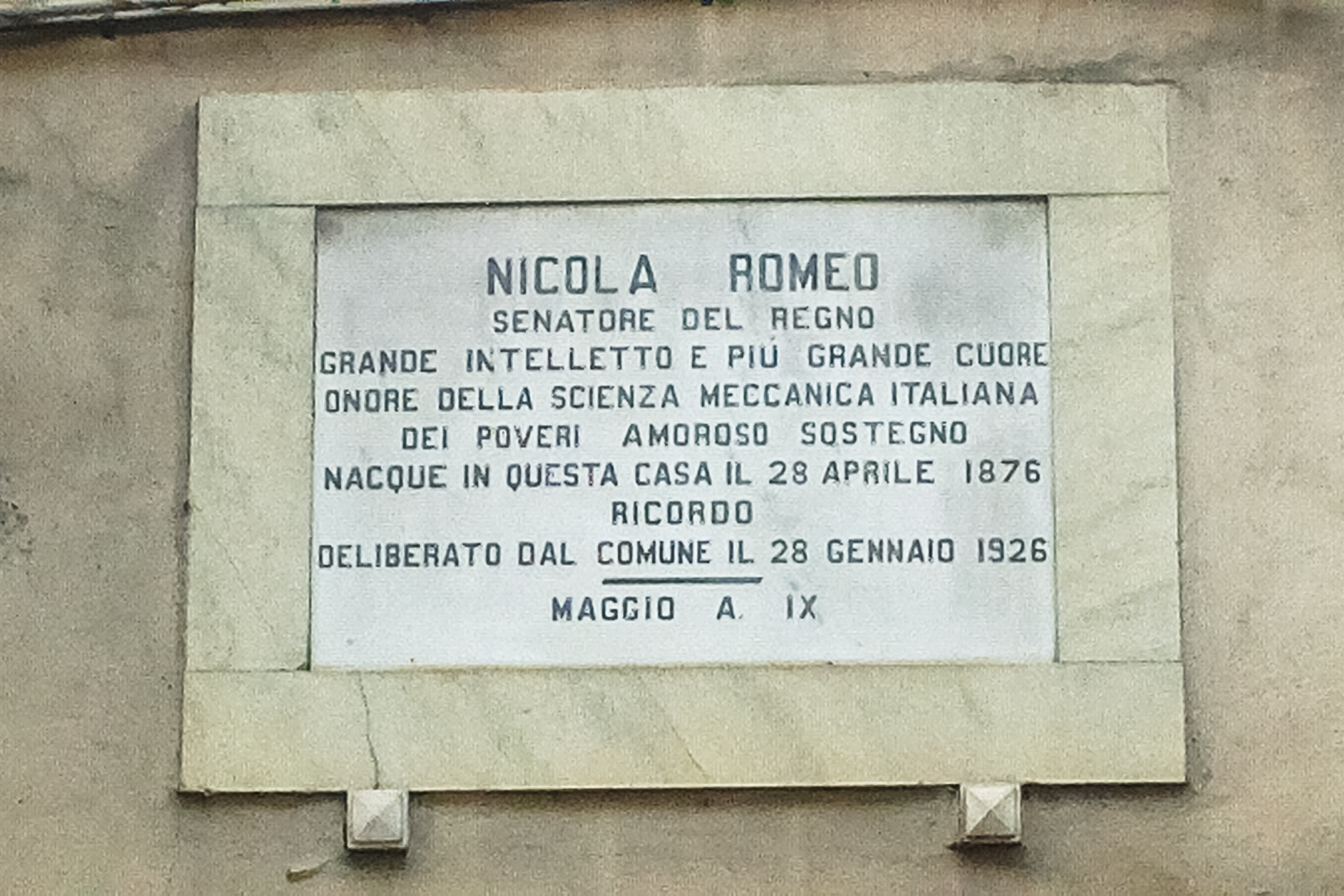
在聖安蒂莫（拿坡里）的記紀念牌匾